# Pratapa devula
Pratapa devula är en fjärilsart som beskrevs av Corbet 1942. Pratapa devula ingår i släktet Pratapa och familjen juvelvingar. Inga underarter finns listade i Catalogue of Life.